# Antoniuskapelle (Oberauel)
Die Antoniuskapelle ist ein Baudenkmal in Oberauel, einem Ortsteil der Stadt Hennef (Sieg) im nordrhein-westfälischen Rhein-Sieg-Kreis. Die modern verputzte Bruchsteinkapelle wurde laut Inschrift am 10. Mai 1735 errichtet.
Ursprünglich war sie nicht dem Heiligen Antonius von Padua gewidmet, sondern der Heiligen Dreifaltigkeit. Sie wurde auf Wunsch der Witwe von Anton Müller umbenannt, die einen Acker stiftete und um ein jährliches Seelenamt für ihren verstorbenen Gatten bat.
Im Inneren der Kapelle befindet sich ein spätbarocker Hochaltar, eine Statue des Namensgebers, eine des heiligen Nepomuk sowie ein Gnadenstuhl.